# Le Lardin-Saint-Lazare
Le Lardin-Saint-Lazare – miejscowość i gmina we Francji, w regionie Nowa Akwitania, w departamencie Dordogne.
Według danych na rok 1990 gminę zamieszkiwało 2047 osób, a gęstość zaludnienia wynosiła 189 osób/km² (wśród 2290 gmin Akwitanii Le Lardin-Saint-Lazare plasuje się na 206. miejscu pod względem liczby ludności, natomiast pod względem powierzchni na miejscu 1008.).
Nieopodal miejscowości przepływają rzeki Vézère i jej dopływ Elle.